# Donske (Donetsk)
Donske (en ucraniano: Донське; en ruso: Донское, romanizado: Dónskoye) es un asentamiento de tipo urbano ucraniano perteneciente al óblast de Donetsk. Situado en el este del país, hasta 2020 y después de esta fecha, Donske es parte del raión de Volnovaja y del municipio (hromada) de Volnovaja.
El asentamiento se encuentra ocupado por Rusia desde el 26 de febrero de 2022 en el marco de la invasión rusa de Ucrania. 

## Geografía
Donske se encuentra a orillas del río Mali Kaltshik, 13 km al sur de Volnovaja y 56 km al suroeste de Donetsk.

## Historia
Donske fue fundado entre los años 1939 y 1946 como Zhdanivstroy (en ucraniano: Жданівстрой) para los trabajadores de una fábrica químico-metalúrgica. El sitio recibió el estatus de asentamiento de tipo urbano en 1956, al mismo tiempo el nombre fue cambiado a Donske.
Desde el 26 de febrero de 2022, al comienzo de la invasión rusa de Ucrania, las tropas rusas se hicieron con el control de Donske y pasando a estar administrada por la autoproclamada República Popular de Donetsk.

## Demografía
La evolución de la población de Donske entre 2001 y 2022 fue la siguiente:
| 7243                                                          | 5340 | 4916 | 4784 | 4562 |
| (Fuente: Cities & Towns of Ukraine y UKRAINE: Größere Städte) |      |      |      |      |

Según el censo de 2001, la lengua materna de la mayoría de los habitantes, el 62,72%, es el  ruso; del 36,74% es el ucraniano.

## Economía
En Donske solía funcionar, hasta 2015, una planta química y metalúrgica que era parte de Obras de Acero y Hierro Illich.

## Infraestructura

### Transporte
Donske está a 7 km de la estación de tren de Tavla.